# Diocesi di Numana
La diocesi di Numana (in latino Dioecesis Numanensis seu Humanatensis) è una sede soppressa e sede titolare della Chiesa cattolica.

## Territorio
La diocesi comprendeva i territori di Numana, Camerano, Sirolo e la frazione anconitana di Massignano.
Sede vescovile era la città di Numana, dove fungeva da cattedrale la chiesa di Santa Maria Assunta.

## Storia
Incerte sono le origini del cristianesimo nel territorio di Numana (o Umana), forse dovuta alla predicazione di san Marone che, secondo la tradizione, è all'origine di altre comunità cristiane marchigiane.
La diocesi è documentata per la prima volta nella seconda metà del V secolo con il vescovo Filippo, che figura tra i vescovi che presero parte a due concili celebrati a Roma dai pontefici: il 19 novembre 465 partecipò al concilio indetto da papa Ilario nella basilica di Santa Maria Maggiore, e nel mese di marzo 487 era tra i padri del concilio lateranense convocato da papa Felice III. Inoltre, un vescovo Filippo, menzionato senza l'indicazione della sede di appartenenza, fu destinatario di due lettere di papa Gelasio I (492-496); si tratta probabilmente del vescovo di Numana.
Per il periodo antico, non è facile ricostruire la cronotassi dei vescovi di Numana, poiché questa sede, nelle fonti coeve e nella trasmissione testuale delle fonti, è confusa con altre sedi il cui nome, per assonanza, è simile a quello di Numana. Pietri, nella sua Prosopographie de l'Italie chrétienne, assegna a Numana tre vescovi: Romolo, che prese parte alla riunione di vescovi a Costantinopoli il 14 agosto 551 alla presenza di papa Vigilio; Quodvultdeus, che due anni dopo sottoscrisse a Costantinopoli il Constitutum di papa Vigilio relativo alla questione dei Tre Capitoli; e Armenio, che fu incaricato da Gregorio Magno nel 598 di regolare un litigio tra il vescovo di Fermo e un diacono di Ancona, e nel 603 di giudicare i tre candidati eletti per la sede vescovile anconitana.
L'antica diocesi era circoscritta da quelle di Ancona, Osimo e Potenza nel Piceno. A seguito della scomparsa della diocesi di Potenza, parte del suo territorio venne inglobato in quello di Numana.
Per la seconda metà del primo millennio, non ci sono problemi di interpretazione delle fonti antiche. I vescovi di questo periodo sono noti per la loro partecipazione ai sinodi indetti dai pontefici: Germano (649), Adriano (680), Cosma (826), Sergio (853), Giuliano (861), Roberto (887), Benedetto (967) e Giovanni (996).
Nell'XI secolo si ricorda in particolare il vescovo Guido, che prese parte al concilio celebrato nel mese di aprile 1044 e presieduto da papa Benedetto IX, ed è menzionato in uno scritto di Pier Damiani del 1051.
Il 22 maggio 1240 Numana cedette una porzione del proprio territorio, costituito dai centri di Recanati, Porto Recanati e Loreto, a vantaggio dell'erezione della diocesi di Recanati. Per compensare la perdita di Recanati, nel 1247 la città di Osimo entrò a far parte della giurisdizione dei vescovi di Numana. Ma questa situazione durò per poco, perché il 13 marzo 1264 papa Urbano IV ripristinò la sede vescovile di Osimo; in compenso l'anno precedente aveva soppresso la diocesi di Recanati, unita a quella di Numana, fino al 1289, quando anche la sede di Recanati fu restaurata definitivamente.
Il 19 ottobre 1422, con la bolla Ex supernae maiestatis, la diocesi di Numana, a causa della scarsezza delle sue rendite, fu unita a quella di Ancona, dando origine alla diocesi di Ancona e Umana (Anconitana et Numanensis). Tuttavia, diversamente dal solito, l'unione delle due diocesi non fu aeque principaliter e Umana non conservò nessuna prerogativa vescovile e la sua stessa cattedrale fu ridotta a semplice parrocchia.
Astorgio Agnesi (1422-1436) fu il primo a fregiarsi del titolo di episcopus Anconitanus et Umanae. Nei secoli successivi però i vescovi di Ancona tralasciarono il titolo di vescovi di Umana, fino a quando il 22 aprile 1747 papa Benedetto XIV impose loro, con un'apposita bolla, di adottare il doppio titolo.
Fino alla soppressione dei titoli civili ad opera di papa Pio XII, i vescovi e gli arcivescovi anconitani, in quanto vescovi di Numana, avevano anche il titolo di "conti di Numana".
Il 5 luglio 1975, in forza del decreto Ex historicis documentis della Congregazione per i vescovi, su richiesta dell'arcivescovo di Ancona Carlo Maccari fu soppresso il vetusto titolo di Numana, che contestualmente divenne una sede titolare vescovile.
Dal 23 luglio 1994 l'arcivescovo, titolo personale, titolare è Giuseppe Lazzarotto, già nunzio apostolico in Israele e a Cipro e delegato apostolico a Gerusalemme e in Palestina.

## Cronotassi

### Vescovi di Numana
- Filippo † (prima del 465 - dopo il 487)[2]
- Costanzo o Costantino ? † (menzionato nel 495/496 circa)[8]
- Romolo † (menzionato nel 551)[9]
- Quodvultdeus † (menzionato nel 553)[10]
- Grazioso ? † (menzionato nel 593)[11]
- Armenio † (prima del 598 - dopo il 603)[12]
- Germano † (menzionato nel 649)
- Adriano † (menzionato nel 680)
- Cosma † (menzionato nell'826)
- Sergio † (menzionato nell'853)
- Giuliano † (menzionato nell'861)
- Roberto † (menzionato nell'887)
- Benedetto † (menzionato nel 967)[13]
- Giovanni I † (menzionato nel 996)[13]
- Guido (Wido) † (prima del 1044 - dopo il 1051)[14]
- Guglielmo † (prima del 1056 - dopo il 1070)[13]
- Anonimo † (menzionato nel 1096)[13]
- Ugo I † (prima del 1126 - dopo luglio 1144)
- Anonimo † (menzionato nel 1146)[15]
- Giordano † (prima del 1179 - dopo luglio 1197)
- Sanguineo † (prima del 9 ottobre 1199[16] - dopo il 1235)
- Giacomo † (prima del 1238 - dopo il 1247)[17]
- Giovanni II † (13 agosto 1252 - 9 febbraio 1254 nominato vescovo di Cefalù)
- Arnolfo, O.P. † (14 maggio 1254 - 20 agosto 1279 deceduto)
- Bernardo † (7 maggio 1280 - 24 aprile 1285 nominato vescovo di Castro)
  - Sede vacante (1285-1289)
- Gerardino, O.F.M. † (1º gennaio 1290 - ? deceduto)
- Guarnerio ? † (menzionato nel 1306)
- Pietro, O.F.M. † (6 giugno 1323[18] - 1335 o 1338 deceduto)
- Bonincontro Tomei † (23 marzo 1338 - dopo il 1340 deceduto)
- Simone Marcellini † (19 luglio 1342 - dopo il 1361 deceduto)
- Silvestro, O.S.M. † (15 marzo 1363 - ? deceduto)
- Pietro della Scala, O.P. † (12 febbraio 1371 - settembre 1383 deceduto)
- Giovanni III † (1383 - 1384 ? deceduto)
- Antonio Trassati † (8 gennaio 1385 - ?)
  - Vincenzo, O.P. † (9 aprile 1386 - ? deceduto) (antivescovo)
  - Pietro † (?) (antivescovo)
  - Domenico, O.P. † (17 marzo 1391 - ?) (antivescovo)
- Antonio II  † (25 agosto 1393 - 14 dicembre 1400 deposto)
- Ugo Varoli, O.F.M. † (14 dicembre 1400 - dopo il 1402)
- Antonio III[19]  † (prima di dicembre 1413 - 1422 deceduto)
  - Titolo unito ad Ancona (1422-1975)

### Vescovi titolari
- Emilio Vallebuona Merea, S.D.B. † (21 ottobre 1975 - 18 gennaio 1978 nominato vescovo di Huaraz)
- Francis Anthony Quinn † (24 aprile 1978 - 18 dicembre 1979 nominato vescovo di Sacramento)
- Agnellus Andrew, O.F.M. † (15 febbraio 1980 - 19 gennaio 1987 deceduto)
- Brendan Michael O'Brien (6 maggio 1987 - 5 maggio 1993 nominato vescovo di Pembroke)
- Anthony Chiminello, O.S.F.S. † (28 maggio 1993 - 14 marzo 1994 nominato vescovo di Keetmanshoop)
- Giuseppe Lazzarotto, dal 23 luglio 1994